# Thorpe (Yorkshire del Norte)
Thorpe es una aldea y parroquia civil en Wharfedale, Yorkshire del Norte, Inglaterra. Está ubicada a 2 millas (3 km) al sur de Grassington y 6 millas (10 km) al norte de Skipton. En el censo de 2011, la población seguía siendo inferior a 100, por lo que los detalles se incluyeron en la parroquia civil de Burnsall. Sin embargo, en 2015, el consejo del condado de North Yorkshire estimó que la población era de 50 personas 

## Historia
Thorpe se menciona en el Libro de Domesday como perteneciente a Osborn de Arques. El nombre deriva del nórdico antiguo de þorp, que significa «granja periférica». A veces se le conocía como Thorpe Subtus Montem, y Thorpe-sub-Montem. La aldea está aislada y rodeada de montículos de arrecifes, especialmente Elbolton Hill al oeste y Kail Hill al este. Todos estos forman parte del SEIC Cracoe Reef Knolls. Este aislamiento aparentemente significó que Thorpe no se vio afectado por los asaltantes escoceses, y era el lugar al que acudía la población local para escapar de las tropas involucradas en la guerra civil inglesa. Estas áreas también cuentan con un extenso sistema de campos de linchamiento, terrazas agrícolas que son notables dentro de los valles de Yorkshire.
La aldea está a una altitud de 221 metros (241,7 yd), y mira hacia el norte con la colina de Burnsall y Thorpe Fell directamente detrás de ella, elevándose a una altitud de 506 metros (553,4 yd). La única carretera que sale del pueblo corre hacia el norte hacia Linton, y esta carretera forma parte de la ruta ciclista nacional 688. Si bien hay muchas granjas y graneros en la aldea, que son indicativos de la agricultura (de los 21 edificios catalogados en la parroquia, al menos la mitad están asociados con la agricultura), históricamente también tuvo una gran comunidad de zapateros. Justo al sur del pueblo se encuentran los restos de la mina de plomo Elbolton, que producía plomo y espato flúor en el siglo XIX y cerró en 1888.

## Gobernancia
Históricamente, la aldea estaba en la parroquia de Burnsall, dentro del distrito rural de Skipton, la toma de Staincliffe, en West Riding de Yorkshire. En 1974, el área se trasladó de West Riding a North Yorkshire, y Thorpe se convirtió en su propia parroquia civil como parte del distrito de Craven. La parroquia es rural y se extiende hacia el sur sobre la cumbre de Burnsall y Thorpe Fell, cubriendo casi 3000 acres (casi 1200 hectáreas). La parroquia está representada en Westminster como parte del distrito electoral de Skipton & Ripon.
Thorpe siempre ha estado en la parroquia eclesiástica de Burnsall, y lo sigue siendo en el siglo XXI, siendo parte del beneficio de Linton, Burnsall y Rylstone. En el siglo XIX, los metodistas wesleyanos tenían una sala de misiones en la aldea.